# La Vie secrète d'une milliardaire
Pour plus de détails, voir Fiche technique et Distribution.
La Vie secrète d'une milliardaire ou Revers de fortune au Québec (Too Rich: The Secret Life of Doris Duke) est un téléfilm biographique américain en deux parties réalisé par John Erman et diffusé du 22 au 24 février 1999 sur CBS.
Il est adapté du livre The Richest Girl in the World de Stephanie Mansfield (1994), biographie consacrée à la milliardaire philanthrope américaine Doris Duke (1912-1993).

## Synopsis
Ce téléfilm en deux parties retrace la vie de Doris Duke, célèbre milliardaire. 
Alors qu'elle se trouve mourante sur son lit, Doris Duke se remémore les principaux moments qui ont marqué son existence, comme la mort prématuré de son père bien-aimé lorsqu'elle était petite, les relations difficiles avec sa mère froide, ses deux mariages, en passant par sa fascination pour le mystique, l'adoption désastreuse d'une jeune femme, jusqu'à ces dernières années.
Dans le même temps, son maître d'hôtel, Bernard Lafferty, est soupçonné d'anticiper sa mort pour pouvoir récupérer tout son argent.

## Fiche technique
- Titre original : Too Rich: The Secret Life of Doris Duke
- Titre français : La Vie secrète d'une milliardaire
- Titre québécois : Revers de fortune
- Réalisation : John Erman
- Scénario : Dennis Turner, d'après le livre The Richest Girl in the World de Stephanie Mansfield
- Photographie : Victor J. Kemper
- Musique : Patrick Williams
- Pays d'origine :  États-Unis
- Langue originale : anglais
- Genre : biographie, drame
- Durée : 192 minutes (96 minutes par partie)
- Dates de première diffusion :
  - États-Unis : du 22 au 24 février 1999 sur CBS
  - France : 8 avril 2001 sur M6

## Distribution
- Lauren Bacall (VF : Paule Emanuele) : Doris Duke âgée
- Richard Chamberlain (VF : Richard Darbois) : Bernard Lafferty
- Mare Winningham (VF : Françoise Vallon)  : Chandi Heffner
- Lindsay Frost  : (VF : Micky Sébastian) Doris Duke jeune
- Kathleen Quinlan (VF : Françoise Cadol)  : Nanaline Duke
- Michael Nouri (VF : Jean-Louis Faure) : Porfirio Rubirosa
- Joe Don Baker (VF : Benoît Allemane) : Buck Duke
- Roberta Maxwell (VF : Isabelle Ganz) : Myra
- Sheila McCarthy (VF : Annie Le Youdec) : Tammy
- Lisa Banes : (VF : Anne Kerylen) Barbara Hutton
- Brian Stokes Mitchell (VF : Luc Bernard)  : Duke Kahanamoku
- Brian Dennehy (VF : Marc de Georgi) : Louis Bromfield
- Liam Cunningham (VF : Hervé Jolly) : Alec Cunningham-Reid
- Hayden Panettiere (VF : Chantal Macé)  : Doris Duke enfant